# Camponotus lighti
Camponotus lighti är en myrart som beskrevs av Wheeler 1927. Camponotus lighti ingår i släktet hästmyror, och familjen myror. Inga underarter finns listade.